# De Noordhollandse Golfclub
De Noordhollandse Golfclub is een Nederlandse golfclub bij Alkmaar in de provincie Noord-Holland. De club is opgericht in 1982.

## Golfbaan Sluispolder
De leden van de Noordhollandse Golfclub spelen op de 18-holes golfbaan Sluispolder; deze ligt tussen Bergen en Alkmaar en bestaat uit 18 holes. De tweede negen zijn in 1983 door Joan Dudok van Heel aangelegd, en daar is veel water. In 1987 kreeg de baan de A-status van de NGF.
De eerste negen zijn in 1991 door Alan Rijks aangelegd. In 1992 had de baan nog een B-status, maar toch werd de KPMG Masters er gespeeld. Tim Giles verbeterde het baanrecord met een score van -5.